# Száka
Száka (románul Saca) falu Romániában, a Partiumban, Bihar megyében.

## Fekvése
A Bihar-hegység alatt, Belényestől keletre, Telek és Belényesszeleste közt fekvő település.

## Története
A falut 1587-ben említette először oklevél Zeek néven.
Nevét később többféleképpem is írták, így 1588-ban Zaka, 1600-ban Szaka, 1625-ben Szakha, 1692-ben Szaká, 1808-ban és 1913-ban Száka néven is.
1647-ben Szalárdi János Száka birtokot 1919 magyar Ft-ért vásárolta meg.
1851-ben Fényes Elek írta a településről:
Bihar vármegyében, a havasok tövében, 369 óhitü lakossal, anyatemplommal. Birja a váradi görög püspök.
Száka földesura a nagyváradi görög k. püspök volt, aki még a 20. század elején is birtokos volt itt.
1910-ben 350 lakosából 4 magyar, 346 román volt. Ebből 346 görögkeleti ortodox volt.
2002-ben 239 lakosa közül 232 fő (97%) román, 7 fő (3%) cigány volt.

## Nevezetességek
- Görögkeleti temploma 1830-ban épült.